# Hèrnia cerebral
L'hernia cerebral és un efecte secundari potencialment mortal d'una pressió molt alta dins del crani que es produeix quan una part de l'encèfal passa a través de les estructures del crani. El cervell pot desplaçar-se a través d'estructures com la falç del cervell, la tenda del cerebel i fins i tot a través del forat magne. L'hèrnia pot ser causada per diversos factors que causin un efecte de massa i augmentin la pressió intracranial (PIC): inclouen lesions cerebrals traumàtiques, hemorràgies intracranials o tumors cerebrals.
La hernia també es pot produir en absència de PIC elevat quan es produeixen lesions massives com els hematomes a la vora dels compartiments cerebrals. En aquests casos, la pressió local augmenta al lloc on es produeix l'herniació, però aquesta pressió no es transmet a la resta del cervell i, per tant, no es registra com un augment de la PIC.
Com que l'hernia exerceix una pressió extrema sobre parts del cervell i, per tant, talla el subministrament de sang a diverses parts del cervell, sovint és fatal. Per tant, es prenen mesures extremes en els centres hospitalaris per prevenir la malaltia reduint la pressió intracranial o descomprimint (drenant) un hematoma que exerceix pressió local sobre una part del cervell.